# Basili Boioannes
Basili Boioannes (Βασίλειος Βοϊωάννης) fou catepà d'Itàlia (1017 - 1027) i un dels principals generals romans d'Orient del seu temps. Els seus èxits van permetre que l'Imperi es restablís com una força important al sud d'Itàlia, després de segles de decadència. No obstant això, els aventurers normands, introduïts en l'estructura de poder del Mezzogiorno, en serien els beneficiaris en última instància.
Després del seu nomenament per l'emperador Basili II, el desembre de 1017, va demanar immediatament reforços a Constantinoble per combatre la insurgència del general longobard Melus de Bari i els seus mercenaris normands. La sol·licitud es va atorgar: es va enviar un destacament de la guàrdia varega d'elit. Les dues forces es van reunir al riu Ofanto, prop de Cannes, el lloc de la victòria d'Hanníbal sobre els romans el 216 aC. A la segona batalla de Cannes, Boioannes va aconseguir una victòria igualment decisiva.
Boioannes va protegir els seus guanys construint immediatament una gran fortalesa al pas dels Apenins que custodiava l'entrada de la plana de la Pulla. Troia, batejada amb el nom de l'antiga ciutat d'Anatòlia, fou protegida pel mateix contingent de les tropes normandes de Boioannes el 1019. Aviat, tot el Mezzogiorno s'havia sotmès a l'autoritat romana d'Orient, a excepció del Ducat de Benevent, que va romandre fidel al Papat.
Atemorit pel canvi de dinamisme al sud, el papa Benet VIII es dirigí al nord el 1020 a Bamberg per a demanar ajuda a l'emperador del Sacre Imperi Romanogermànic, Enric II. L'emperador no va prendre cap actuació immediata, però els esdeveniments de l'any següent el van convèncer perquè hi intervingués. Boioannes i el seu nou aliat, el príncep Pandulf IV de Càpua, van marxar contra el cunyat de Melus, Datus, i el van capturar a la seva torre del Garigliano. El 15 de juny, Datus va ser lligat en un sac amb un mico, un gall i una serp i va ser llançat al mar. L'any següent, com a resposta, un enorme exèrcit imperial va marxar cap al sud per atacar la nova fortalesa de Troia. La guarnició es va resistir i no va caure mai. Boioannes va atorgar privilegis a la ciutat per la seva lleialtat.
El 1025, Boioannes es preparava per dirigir amb Basili II, una expedició contra l'emirat de Sicília, quan l'emperador va morir. Constantí VIII, el seu co-governant i successor, va cancel·lar l'expedició, i el catepà va tornar al nord per ajudar a Pandulf a recapturar Càpua, que Enric II havia capturat tres anys abans. Boioannes va oferir al nou príncep de Càpua, Pandulf de Teano, un pas segur a Nàpols i va acceptar la seva rendició el maig de 1026. Aquesta va ser la seva última gran campanya. El 1027, fou revocat. Els seus successors amb prou feines van estar a l'altura de l'efectivitat militar que va establir. Durant el segle següent, la influència romana d'Orient a Itàlia va disminuir constantment fins a la seva desaparició.
El 1041, el fill de Boioannes, Exaugust, va ser nomenat catèpà, però no va durar ni un any en aquest càrrec.